# Элой Мартинес, Томас
Тома́с Эло́й Марти́нес (исп. Tomás Eloy Martínez, 16 июля 1934, Сан-Мигель-де-Тукуман — 31 января 2010, Буэнос-Айрес) — аргентинский писатель и журналист.

## Биография
Учился в университете Тукумана, затем в Париже. Писал в аргентинских газетах и журналах о кино, вступал как киносценарист. В 1969—1970 годах работал как репортёр в Париже. После установления в Аргентине власти военной хунты эмигрировал в 1975 году в Венесуэлу. Экземпляры его документального романа «Распятие в Трелеве», рассказывающего о надругательствах военных над политическими заключёнными, были публично сожжены в Буэнос-Айресе. В 1984—1987 годах — профессор в университете Мэриленда, с 1995 года — директор Центра латиноамериканских исследований в Ратгерском университете, в Нью-Джерси.
Скончался 31 января 2010 года от рака лёгких.

## Творчество
Большинство романов Элоя Мартинеса построены на документальном материале. Превращение истории в рассказ — не только его метод работы, но и проблема, о которой он пишет как эссеист. Эта черта его поэтики привлекает и внимание исследователей-литературоведов.

## Признание
Популярность приобрёл его «Роман о Пероне», переведённый на многие языки. Но наиболее известен роман Элоя Мартинеса об Аргентине эпохи Перона «Святая Эвита», высоко оценённый К. Фуэнтесом и М. Варгасом Льосой. Он издан в 50 странах мира.

## Произведения
- Священный / Sagrado, роман (1969)
- La pasión según Trelew, роман (1974)
- Lugar común la muerte, новеллы (1979)
- Роман о Пероне / La novela de Perón, роман (1985)
- Рука Мастера / La mano del amo, роман (1991)
- Святая Эвита / Santa Evita, роман (1995)
- Las Memorias del General, хроника Аргентины XX в. (1996)
- Полет Королевы / El vuelo de la reina, роман (2002)
- Réquiem por un país perdido, роман (2003)
- Он поёт танго / El cantor de tango (2004)

## Книги на русском языке
- Святая Эвита. М.: АСТ, 2005
- Он поёт танго. М.: Эксмо, 2006